# تیپ شانزدهم بین‌المللی
تیپ آبراهام لینکلن یا به‌طور رسمی تیپ شانزدهم بین‌المللی (انگلیسی: XV International Brigade)، یک تیپ مختلط بود که برای جمهوری دوم اسپانیا در جنگ داخلی اسپانیا به عنوان بخشی از تیپ‌های بین‌المللی جنگید.